# سيسنا سايتايشن لونغيتيود
سيسنا سايتايشن لونغيتيود (Cessna Citation Longitude - طراز 700) هي طائرة تجارية سوبر متوسطة الحجم جزء من عائلةسيسنا سايتايشن، التي أعلن عنها في مايو / أيار 2012 و كان من المقرر وضعها في الخدمة في عام 2017. قامت بأول رحلة لها يوم 8 أكتوبر 2016

## المواصفات
البيانات من "Citation Longitude Specifications". Textron Aviation. مؤرشف من الأصل في 2025-02-13.
الخصائص العامة
- طاقم: 2+1 optional crew member
- سعة: 8-12
- طول: 73 قدم 2 بوصة (22.30 م)
- باع الجناح: 67 قدم 0 بوصة (20.42 م)
- ارتفاع: 19 قدم 5 بوصة (5.92 م)
- مساحة الجناح: 537 قدم2 (49.9 م2)
- جناح حامل: 28.6° Wing Sweep
- وزن الإقلاع الأقصى: 39,500 رطل (17,917 كـغ)
- Full Fuel Payload: 1,600 رطل (730 كـغ)
- Cabin Height: 72 in (1.83 m)
- Cabin Width: 77 in (1.96 m)
- Cabin Length: 25 ft 2 in (7.67 m)
- محركات: 2 × Honeywell HTF7700L turbofans, 7,550 رطلق (33.6 كـن) thrust الواحد

أداء
- سرعة العبور: 476 عقدة (548 ميل/س؛ 882 كم/س)
- مدى: 3,500 nmi (4,028 ميل؛ 6,482 كـم)
- سقف الخدمة: 45,000 قدم (14,000 م)
- Time to altitude: 16mn to FL430 for 33,000 رطل (14,970 كـغ) at takeoff[3]
- Takeoff: 4,900 ft (1,494 m)
- Landing: 3,400 ft (1,036 m)
- Cabin altitude: 5,950 قدم (1,810 م)
- Fuel consumption: 2,400 رطل (1,100 كـغ) for the first hour, 1,600–1,800 رطل (730–820 كـغ) per hour in cruise.[3]

إلكترونيات الطيران

- Garmin G5000 flight deck

## وصلات خارجية
- "Cessna Citation Latitude". Textron Aviation/Cessna. مؤرشف من الأصل في 2019-08-21.
- "Cessna Citation Longitude unveiled". Flying. 14 مايو 2012. مؤرشف من الأصل في 2016-08-16.
- Huber، Mark (14 مايو 2012). "Cessna Launches Longitude Jet". AINonline. مؤرشف من الأصل في 2018-07-24.